# Hulk (fodboldspiller)
Givanildo Vieira de Souza, kendt som Hulk, (født 25. juli 1986, portugisisk udtale: [ˈhuwki]?) er en brasiliansk fodboldspiller, der spiller for det brasilianske fodboldlandshold og for den Brasilianske Serie A klub Atlético Mineiro. Hans foretrukne position er højre fløj, men han kan også fungere som en angriber.
Som hans øgenavn antyder, er Hulks styrke og tætte bygning set som hans mest fremtrædende egenskaber, sammen med hurtighed, acceleration, og hans kraftfulde skud. Men egentlig er øgenavnet Hulk kommet af hans lighed med skuespilleren Lou Ferrigno, der spillede hovedrollen som Hulk i The Incredible Hulk i den amerikanske tv-serie ved samme navn.

## Tidlige liv
Hulk blev født den 25. juli 1986 i Campina Grande, Paraíba. Han startede med at spille fodbold i en meget ung alder. Hans ungdomskarriere startede i 2002 i den brasilianske klub Vilanovense. Senere endte han med at flytte til São Paulo for så at ende op i klubben Esporte Clube Vitória.

## Klubkarriere

### Brasilien og Japan
Han startede med at spille professionel fodbold i klubben Esporte Clube Vitória, i Salvador, Bahi. Efter et stykke tid kom han så til Japan på et lån, for at spille for klubben Kawasaki Frontale. Til trods for at Hulk blev købt nogle måneder senere af Kawasaki, var han udlånt til anden divisionsklubben Consadole Sapporo, hvor han spillede hele sæsonen 2006, og scorede 25 mål, kun et mindre end topscoreren.
I 2007 var Hulk igen udlånt til et anden divisionshold, Tokyo Verdy, hvor han var endnu mere effektiv, og blev topscorer med 37 mål i 42 kampe. Han vendte kortvarigt tilbage til Kawasaki i 2008, men vendte tilbage til Verdy efter kun 2 kampe.

### F.C. Porto
Efter sit ophold i Japan, flyttede Hulk til Portugal og skrev kontrakt med de forsvarende mestre F.C. Porto, som købte 50% af spillerens rettigheder for € 5.7 millioner euro, fra den uruguayske klub C.A. Rentistas.
Da den marokkanske holdkammerat Tarik Sektioui blev skadet, fik Hulk chancen for at spille angriber og scorede sit første officielle ligamål for Porto i en 3-0 sejr over C.F. Os Belenenses, og senere også mod F.C. Pacos de Ferreira, begge mål blev scoret som indskifter i anden halvleg. Som sæsonen skred frem, blev han en fast mand i startopstillingen, der sammen med Christiano Rodriguez og Lisandro Lopez, formede en angrebstrio. Efter nogle to præstationer i sæsonens UEFA Champions League, var han valgt til at blive en af UEFA’s ’’Top 10 Rising stars’’. I slutningen af August 2009, forlængede han sin kontrakt til Juni 2014, med en købs klausul øget til € 100 millioner.
I sæsonen 2009-10, fik Hulk etableret sig som fast mand i startopstillingen. Alligevel, efter et klammeri i spillertunnelen efter nederlaget til S.L. Benfica (0-1), modtog han et fire måneder langt forbud mod at spille, men kun i den portugisiske liga. Karantænen blev senere nedsat til fire kampe, og Hulk vendte tilbage til ligaen den 28. marts 2010, hvor han scorede i en 3-0 sejr over Belenenses. En uge senere fandt han igen nettet i en 5-0 sejr over C.S. Maritimo; med seks kampe mindre spillet end sidste sæson, endte han med fem liga mål.
Hulk startede 2010-11 sæsonen på imponerende vis, da han scorede seksten gange i hans første seksten officielle kampe, herunder et hattrick mod KRC Genk I slutspillet i UEFA Europa League, den 26. august 2010 (4-2 hjemmesejr, 7-2 samlet). Fra september til januar vandt han det portugisiske mesterskabs prisen Player of the Month, hvilket gør ham til den eneste spiller der har vundet prisen seks gange. Den 7. november 2010, scorede han de sidste to mål I kampen mod Benfica, som de slog 5-0 hjemme. Dette skabte en 10-point forskel mellem de to hold, og i sidste ende endte Porto også med at vinde ligaen, med Hulk som ligaens mest scorende spiller.
Den 13. maj 2011 betalte Porto € 13.500.000 til Rentistas for 40 procent mere af Hulks sportslige rettigheder, hvilket bringer deres samlede ejerandel op på 85%. Hulk valgte også at forlænge sin kontrakt med Porto indtil 2016, med en opkøbsklausul på € 100 millioner. Han sluttede sæsonen med 36 mål i 53 officielle kampe, med Porto som der vandt fire store titler, herunder en liga / cup double.

## Landsholdskarriere
Den 27. oktober 2009, blev Hulk for første gang udtaget til det brasilianske landshold, til venskabskampene mod England og Oman. Han debuterede den 14. november, da han blev indskiftet i 1-0 sejren mod Oman.

## Klubstatistikker
| Sæson            | Klub              | Liga  | Liga | Liga    | Cup   | Cup | Cup     | Liga Cup | Liga Cup | Liga Cup | Continental | Continental | Continental | Supercup | Supercup | Supercup | Total | Total | Total   |
| Sæson            | Klub              | Kampe | Mål  | Assists | Kampe | Mål | Assists | Kampe    | Mål      | Assists  | Kampe       | Mål         | Assists     | Kampe    | Mål      | Assists  | Kampe | Mål   | Assists |
| ---------------- | ----------------- | ----- | ---- | ------- | ----- | --- | ------- | -------- | -------- | -------- | ----------- | ----------- | ----------- | -------- | -------- | -------- | ----- | ----- | ------- |
| 2004             | Vitória           | 1     | 0    | 0       | 0     | 0   | 0       | 0        | 0        | 0        | 0           | 0           | 0           | 0        | 0        | 0        | 1     | 0     | 0       |
| Total Brasilien  | Total Brasilien   | 1     | 0    | 0       | 0     | 0   | 0       | 0        | 0        | 0        | 0           | 0           | 0           | 0        | 0        | 0        | 1     | 0     | 0       |
| 2005             | Kawasaki Frontale | 9     | 1    | -       | 2     | 2   | -       | 1        | 0        | -        | 0           | 0           | 0           | 0        | 0        | 0        | 12    | 3     | -       |
| 2006             | Consadole Sapporo | 38    | 25   | -       | 3     | 1   | -       | 0        | 0        | 0        | 0           | 0           | 0           | 0        | 0        | 0        | 41    | 26    | -       |
| 2007             | Tokyo Verdy       | 42    | 37   | -       | 0     | 0   | 0       | 0        | 0        | 0        | 0           | 0           | 0           | 0        | 0        | 0        | 42    | 37    | -       |
| 2008             | Kawasaki Frontale | 2     | 0    | -       | 0     | 0   | 0       | 0        | 0        | 0        | 0           | 0           | 0           | 0        | 0        | 0        | 2     | 0     | -       |
| 2008             | Tokyo Verdy       | 11    | 7    | -       | 0     | 0   | 0       | 3        | 1        | -        | 0           | 0           | 0           | 0        | 0        | 0        | 14    | 8     | -       |
| Total i Japan    | Total i Japan     | 102   | 70   | -       | 5     | 3   | -       | 4        | 1        | -        | 0           | 0           | 0           | 0        | 0        | 0        | 111   | 74    | -       |
| 2008–09          | Porto             | 25    | 8    | 9       | 7     | 1   | 0       | 1        | 0        | 0        | 10          | 0           | 0           | 1        | 0        | 0        | 44    | 9     | 9       |
| 2009–10          | Porto             | 19    | 5    | 9       | 3     | 2   | 1       | 0        | 0        | 0        | 8           | 3           | 1           | 1        | 0        | 0        | 31    | 10    | 11      |
| 2010–11          | Porto             | 26    | 23   | 13      | 7     | 4   | 4       | 3        | 1        | 0        | 16          | 8           | 4           | 1        | 0        | 0        | 53    | 36    | 21      |
| 2011–12          | Porto             | 26    | 16   | 11      | 1     | 0   | 0       | 2        | 1        | 1        | 8           | 4           | 2           | 1        | 0        | 1        | 38    | 21    | 15      |
| Total i Portugal | Total i Portugal  | 96    | 52   | 42      | 18    | 7   | 5       | 6        | 2        | 1        | 42          | 15          | 7           | 4        | 0        | 1        | 166   | 76    | 55      |
| Karriere total   | Karriere total    | 199   | 121  | -       | 23    | 10  | -       | 10       | 3        | -        | 42          | 15          | 6           | 4        | 0        | 1        | 278   | 150   | -       |

## Hæder

### Klub
Porto
- UEFA Europa League: 2010–11
- Primeira Liga: 2008–09, 2010–11, 2011–12
- Taça de Portugal: 2008–09, 2009–10, 2010–11
- Supertaça Cândido de Oliveira: 2009, 2010, 2011
- UEFA Super Cup: Andenplads 2011

### Individuelt
- J. League Division 2 Topscorer: 2007
- Peace Cup Golden Shoe: 2009
- Peace Cup Silver Ball: 2009
- Primeira Liga Top scorer: 2010–11
- Primeira Liga Breakthrough Player: 2008–09
- Portuguese League Player of the Month: February 2009, September 2010, October 2010, December 2010, January 2011 (record)
- Primeira Liga Player of the Year: 2010–11